# Arctic Race de Noruega 2021
La 8.ª edición de la Arctic Race de Noruega fue una carrera de ciclismo en ruta por etapas que se celebró entre el 5 y el 8 de agosto de 2021 en Noruega y Finlandia, con inicio en el poblado de Tromsø y final en la ciudad de Harstad sobre un recorrido de 647,5 kilómetros.
La carrera formó parte del UCI ProSeries 2021, calendario ciclístico mundial de segunda división, dentro de la categoría UCI 2.Pro y fue ganada por el belga Ben Hermans del Israel Start-Up Nation. Completaron el podio, como segundo y tercer clasificado respectivamente, el noruego Odd Christian Eiking del Intermarché-Wanty-Gobert Matériaux y el francés Victor Lafay del Cofidis, Solutions Crédits.

## Equipos participantes
Tomaron parte en la carrera 19 equipos: 7 de categoría UCI WorldTeam, 10 de categoría UCI ProTeam, 1 de categoría Continental y el equipo nacional de Noruega. Formaron así un pelotón de 111 ciclistas de los que acabaron 103. Los equipos participantes fueron:
| WorldTeams (7)- AG2R Citroën Team - Astana-Premier Tech - Bora-Hansgrohe - Cofidis - Intermarché-Wanty-Gobert Matériaux - Israel Start-Up Nation - Qhubeka NextHash ProTeams (10)- Alpecin-Fenix - B&B Hotels p/b KTM - Bingoal Pauwels Sauces WB - Burgos-BH - Delko - Euskaltel-Euskadi - Sport Vlaanderen-Baloise - Arkéa-Samsic - TotalEnergies - Uno-X Pro Cycling Team Equipo continental- Coop Equipo nacional- Noruega |
| |

## Recorrido
La Arctic Race de Noruega dispuso de cuatro etapas para un recorrido total de 687 kilómetros.
| Etapa     | Fecha    | Recorrido                  | type             | Distancia (km) | Ganador           | Líder              |
| --------- | -------- | -------------------------- | ---------------- | -------------- | ----------------- | ------------------ |
| 1.ª etapa | 5 de ago | Tromsø – Tromsø            | etapa escarpada  | 166            | Markus Hoelgaard  | Markus Hoelgaard   |
| 2.ª etapa | 6 de ago | Nordkjosbotn – Kilpisjärvi | etapa escarpada  | 172            | Martin Laas       | Alexander Kristoff |
| 3.ª etapa | 7 de ago | Finnsnes – Målselv         | etapa de montaña | 148,5          | Ben Hermans       | Ben Hermans        |
| 4.ª etapa | 8 de ago | Gratangen – Harstad        | etapa escarpada  | 161            | Philipp Walsleben | Ben Hermans        |

### 1.ª etapa
| Tromsø - Tromsø | etapa escarpada | (166 km) |

| \| Clasificación de la etapa \| Clasificación de la etapa \| Clasificación de la etapa \| Clasificación de la etapa \| Clasificación de la etapa \| \| Ciclista \| Ciclista \| Equipo \| Tiempo \| \| \| ------------------------- \| ------------------------- \| ---------------------------------- \| ------------------------- \| ------------------------- \| \| 1.º \| Markus Hoelgaard \| Uno-X Pro Cycling Team \| 3 h 11 min 29 s \| \| \| 2.º \| Alexander Kristoff \| Noruega \| + 2 s \| \| \| 3.º \| Bryan Coquard \| B&B Hotels p/b KTM \| + 2 s \| \| \| 4.º \| Antonio Jesús Soto \| Euskaltel-Euskadi \| + 2 s \| \| \| 5.º \| Kristian Aasvold \| Team Coop \| + 2 s \| \| \| 6.º \| Antonio Angulo \| Euskaltel-Euskadi \| + 2 s \| \| \| 7.º \| Warren Barguil \| Arkéa-Samsic \| + 2 s \| \| \| 8.º \| Clément Venturini \| AG2R Citroën Team \| + 2 s \| \| \| 9.º \| Aimé De Gendt \| Intermarché-Wanty-Gobert Matériaux \| + 2 s \| \| \| 10.º \| Odd Christian Eiking \| Intermarché-Wanty-Gobert Matériaux \| + 2 s \| \| |                      |                                    |                 |
| |                      |                                    |                 |
| Fuente: ProCyclingStats |                      |                                    |                 |
| Clasificación de la etapa |                      |                                    |                 |
| Ciclista | Ciclista             | Equipo                             | Tiempo          |
| 1.º | Markus Hoelgaard     | Uno-X Pro Cycling Team             | 3 h 11 min 29 s |
| 2.º | Alexander Kristoff   | Noruega                            | + 2 s           |
| 3.º | Bryan Coquard        | B&B Hotels p/b KTM                 | + 2 s           |
| 4.º | Antonio Jesús Soto   | Euskaltel-Euskadi                  | + 2 s           |
| 5.º | Kristian Aasvold     | Team Coop                          | + 2 s           |
| 6.º | Antonio Angulo       | Euskaltel-Euskadi                  | + 2 s           |
| 7.º | Warren Barguil       | Arkéa-Samsic                       | + 2 s           |
| 8.º | Clément Venturini    | AG2R Citroën Team                  | + 2 s           |
| 9.º | Aimé De Gendt        | Intermarché-Wanty-Gobert Matériaux | + 2 s           |
| 10.º | Odd Christian Eiking | Intermarché-Wanty-Gobert Matériaux | + 2 s           |

| \| Clasificación general \| Clasificación general \| Clasificación general \| Clasificación general \| Clasificación general \| \| Ciclista \| Ciclista \| Equipo \| Tiempo \| \| \| --------------------- \| --------------------- \| ---------------------------------- \| --------------------- \| --------------------- \| \| 1.º \| Markus Hoelgaard \| Uno-X Pro Cycling Team \| 3 h 11 min 19 s \| \| \| 2.º \| Alexander Kristoff \| Noruega \| + 6 s \| \| \| 3.º \| Bryan Coquard \| B&B Hotels p/b KTM \| + 8 s \| \| \| 4.º \| Kristian Aasvold \| Team Coop \| + 9 s \| \| \| 5.º \| Samuele Battistella \| Astana-Premier Tech \| + 10 s \| \| \| 6.º \| Antonio Jesús Soto \| Euskaltel-Euskadi \| + 11 s \| \| \| 7.º \| Antonio Angulo \| Euskaltel-Euskadi \| + 12 s \| \| \| 8.º \| Warren Barguil \| Arkéa-Samsic \| + 12 s \| \| \| 9.º \| Clément Venturini \| AG2R Citroën Team \| + 12 s \| \| \| 10.º \| Aimé De Gendt \| Intermarché-Wanty-Gobert Matériaux \| + 12 s \| \| |                     |                                    |                 |
| |                     |                                    |                 |
| Fuente: ProCyclingStats |                     |                                    |                 |
| Clasificación general |                     |                                    |                 |
| Ciclista | Ciclista            | Equipo                             | Tiempo          |
| 1.º | Markus Hoelgaard    | Uno-X Pro Cycling Team             | 3 h 11 min 19 s |
| 2.º | Alexander Kristoff  | Noruega                            | + 6 s           |
| 3.º | Bryan Coquard       | B&B Hotels p/b KTM                 | + 8 s           |
| 4.º | Kristian Aasvold    | Team Coop                          | + 9 s           |
| 5.º | Samuele Battistella | Astana-Premier Tech                | + 10 s          |
| 6.º | Antonio Jesús Soto  | Euskaltel-Euskadi                  | + 11 s          |
| 7.º | Antonio Angulo      | Euskaltel-Euskadi                  | + 12 s          |
| 8.º | Warren Barguil      | Arkéa-Samsic                       | + 12 s          |
| 9.º | Clément Venturini   | AG2R Citroën Team                  | + 12 s          |
| 10.º | Aimé De Gendt       | Intermarché-Wanty-Gobert Matériaux | + 12 s          |

### 2.ª etapa
| Nordkjosbotn - Kilpisjärvi | etapa escarpada | (172 km) |

| \| Clasificación de la etapa \| Clasificación de la etapa \| Clasificación de la etapa \| Clasificación de la etapa \| Clasificación de la etapa \| \| Ciclista \| Ciclista \| Equipo \| Tiempo \| \| \| ------------------------- \| ------------------------- \| ---------------------------------- \| ------------------------- \| ------------------------- \| \| 1.º \| Martin Laas \| Bora-Hansgrohe \| 3 h 56 min 14 s \| \| \| 2.º \| Alexander Kristoff \| Noruega \| + 0 s \| \| \| 3.º \| Danny van Poppel \| Intermarché-Wanty-Gobert Matériaux \| + 0 s \| \| \| 4.º \| Rudy Barbier \| Israel Start-Up Nation \| + 0 s \| \| \| 5.º \| Manuel Peñalver \| Burgos-BH \| + 0 s \| \| \| 6.º \| Arne Marit \| Sport Vlaanderen-Baloise \| + 0 s \| \| \| 7.º \| Tom Devriendt \| Intermarché-Wanty-Gobert Matériaux \| + 0 s \| \| \| 8.º \| Bram Welten \| Arkéa-Samsic \| + 0 s \| \| \| 9.º \| Edvald Boasson Hagen \| TotalEnergies \| + 0 s \| \| \| 10.º \| Bryan Coquard \| B&B Hotels p/b KTM \| + 0 s \| \| |                      |                                    |                 |
| |                      |                                    |                 |
| Fuente: ProCyclingStats |                      |                                    |                 |
| Clasificación de la etapa |                      |                                    |                 |
| Ciclista | Ciclista             | Equipo                             | Tiempo          |
| 1.º | Martin Laas          | Bora-Hansgrohe                     | 3 h 56 min 14 s |
| 2.º | Alexander Kristoff   | Noruega                            | + 0 s           |
| 3.º | Danny van Poppel     | Intermarché-Wanty-Gobert Matériaux | + 0 s           |
| 4.º | Rudy Barbier         | Israel Start-Up Nation             | + 0 s           |
| 5.º | Manuel Peñalver      | Burgos-BH                          | + 0 s           |
| 6.º | Arne Marit           | Sport Vlaanderen-Baloise           | + 0 s           |
| 7.º | Tom Devriendt        | Intermarché-Wanty-Gobert Matériaux | + 0 s           |
| 8.º | Bram Welten          | Arkéa-Samsic                       | + 0 s           |
| 9.º | Edvald Boasson Hagen | TotalEnergies                      | + 0 s           |
| 10.º | Bryan Coquard        | B&B Hotels p/b KTM                 | + 0 s           |

| \| Clasificación general \| Clasificación general \| Clasificación general \| Clasificación general \| Clasificación general \| \| Ciclista \| Ciclista \| Equipo \| Tiempo \| \| \| --------------------- \| --------------------- \| ---------------------- \| --------------------- \| --------------------- \| \| 1.º \| Alexander Kristoff \| Noruega \| 7 h 07 min 33 s \| \| \| 2.º \| Markus Hoelgaard \| Uno-X Pro Cycling Team \| + 0 s \| \| \| 3.º \| Bryan Coquard \| B&B Hotels p/b KTM \| + 8 s \| \| \| 4.º \| Kristian Aasvold \| Team Coop \| + 9 s \| \| \| 5.º \| Samuele Battistella \| Astana-Premier Tech \| + 10 s \| \| \| 6.º \| Antonio Jesús Soto \| Euskaltel-Euskadi \| + 11 s \| \| \| 7.º \| Laurent Pichon \| Arkéa-Samsic \| + 11 s \| \| \| 8.º \| Dries Van Gestel \| TotalEnergies \| + 12 s \| \| \| 9.º \| Antonio Angulo \| Euskaltel-Euskadi \| + 12 s \| \| \| 10.º \| Axel Zingle \| Cofidis \| + 12 s \| \| |                     |                        |                 |
| |                     |                        |                 |
| Fuente: ProCyclingStats |                     |                        |                 |
| Clasificación general |                     |                        |                 |
| Ciclista | Ciclista            | Equipo                 | Tiempo          |
| 1.º | Alexander Kristoff  | Noruega                | 7 h 07 min 33 s |
| 2.º | Markus Hoelgaard    | Uno-X Pro Cycling Team | + 0 s           |
| 3.º | Bryan Coquard       | B&B Hotels p/b KTM     | + 8 s           |
| 4.º | Kristian Aasvold    | Team Coop              | + 9 s           |
| 5.º | Samuele Battistella | Astana-Premier Tech    | + 10 s          |
| 6.º | Antonio Jesús Soto  | Euskaltel-Euskadi      | + 11 s          |
| 7.º | Laurent Pichon      | Arkéa-Samsic           | + 11 s          |
| 8.º | Dries Van Gestel    | TotalEnergies          | + 12 s          |
| 9.º | Antonio Angulo      | Euskaltel-Euskadi      | + 12 s          |
| 10.º | Axel Zingle         | Cofidis                | + 12 s          |

### 3.ª etapa
| Finnsnes - Målselv | etapa de montaña | (148,5 km) |

| \| Clasificación de la etapa \| Clasificación de la etapa \| Clasificación de la etapa \| Clasificación de la etapa \| Clasificación de la etapa \| \| Ciclista \| Ciclista \| Equipo \| Tiempo \| \| \| ------------------------- \| ------------------------- \| ---------------------------------- \| ------------------------- \| ------------------------- \| \| 1.º \| Ben Hermans \| Israel Start-Up Nation \| 4 h 14 min 28 s \| \| \| 2.º \| Odd Christian Eiking \| Intermarché-Wanty-Gobert Matériaux \| + 0 s \| \| \| 3.º \| Victor Lafay \| Cofidis \| + 0 s \| \| \| 4.º \| Samuele Battistella \| Astana-Premier Tech \| + 12 s \| \| \| 5.º \| Eduard Prades \| Delko \| + 19 s \| \| \| 6.º \| Kristian Aasvold \| Team Coop \| + 19 s \| \| \| 7.º \| Andreas Leknessund \| Noruega \| + 19 s \| \| \| 8.º \| Antonio Jesús Soto \| Euskaltel-Euskadi \| + 19 s \| \| \| 9.º \| Pelayo Sánchez \| Burgos-BH \| + 19 s \| \| \| 10.º \| Torstein Træen \| Uno-X Pro Cycling Team \| + 22 s \| \| |                      |                                    |                 |
| |                      |                                    |                 |
| Fuente: ProCyclingStats |                      |                                    |                 |
| Clasificación de la etapa |                      |                                    |                 |
| Ciclista | Ciclista             | Equipo                             | Tiempo          |
| 1.º | Ben Hermans          | Israel Start-Up Nation             | 4 h 14 min 28 s |
| 2.º | Odd Christian Eiking | Intermarché-Wanty-Gobert Matériaux | + 0 s           |
| 3.º | Victor Lafay         | Cofidis                            | + 0 s           |
| 4.º | Samuele Battistella  | Astana-Premier Tech                | + 12 s          |
| 5.º | Eduard Prades        | Delko                              | + 19 s          |
| 6.º | Kristian Aasvold     | Team Coop                          | + 19 s          |
| 7.º | Andreas Leknessund   | Noruega                            | + 19 s          |
| 8.º | Antonio Jesús Soto   | Euskaltel-Euskadi                  | + 19 s          |
| 9.º | Pelayo Sánchez       | Burgos-BH                          | + 19 s          |
| 10.º | Torstein Træen       | Uno-X Pro Cycling Team             | + 22 s          |

| \| Clasificación general \| Clasificación general \| Clasificación general \| Clasificación general \| Clasificación general \| \| Ciclista \| Ciclista \| Equipo \| Tiempo \| \| \| --------------------- \| --------------------- \| ---------------------------------- \| --------------------- \| --------------------- \| \| 1.º \| Ben Hermans \| Israel Start-Up Nation \| 11 h 22 min 03 s \| \| \| 2.º \| Odd Christian Eiking \| Intermarché-Wanty-Gobert Matériaux \| + 4 s \| \| \| 3.º \| Victor Lafay \| Cofidis \| + 6 s \| \| \| 4.º \| Samuele Battistella \| Astana-Premier Tech \| + 20 s \| \| \| 5.º \| Kristian Aasvold \| Team Coop \| + 26 s \| \| \| 6.º \| Antonio Jesús Soto \| Euskaltel-Euskadi \| + 28 s \| \| \| 7.º \| Eduard Prades \| Delko \| + 29 s \| \| \| 8.º \| Andreas Leknessund \| Noruega \| + 29 s \| \| \| 9.º \| Warren Barguil \| Arkéa-Samsic \| + 32 s \| \| \| 10.º \| Jacob Eriksson \| Team Coop \| + 36 s \| \| |                      |                                    |                  |
| |                      |                                    |                  |
| Fuente: ProCyclingStats |                      |                                    |                  |
| Clasificación general |                      |                                    |                  |
| Ciclista | Ciclista             | Equipo                             | Tiempo           |
| 1.º | Ben Hermans          | Israel Start-Up Nation             | 11 h 22 min 03 s |
| 2.º | Odd Christian Eiking | Intermarché-Wanty-Gobert Matériaux | + 4 s            |
| 3.º | Victor Lafay         | Cofidis                            | + 6 s            |
| 4.º | Samuele Battistella  | Astana-Premier Tech                | + 20 s           |
| 5.º | Kristian Aasvold     | Team Coop                          | + 26 s           |
| 6.º | Antonio Jesús Soto   | Euskaltel-Euskadi                  | + 28 s           |
| 7.º | Eduard Prades        | Delko                              | + 29 s           |
| 8.º | Andreas Leknessund   | Noruega                            | + 29 s           |
| 9.º | Warren Barguil       | Arkéa-Samsic                       | + 32 s           |
| 10.º | Jacob Eriksson       | Team Coop                          | + 36 s           |

### 4.ª etapa
| Gratangen - Harstad | etapa escarpada | (161 km) |

| \| Clasificación de la etapa \| Clasificación de la etapa \| Clasificación de la etapa \| Clasificación de la etapa \| Clasificación de la etapa \| \| Ciclista \| Ciclista \| Equipo \| Tiempo \| \| \| ------------------------- \| ------------------------- \| ---------------------------------- \| ------------------------- \| ------------------------- \| \| 1.º \| Philipp Walsleben \| Alpecin-Fenix \| 3 h 41 min 40 s \| \| \| 2.º \| Niki Terpstra \| TotalEnergies \| + 0 s \| \| \| 3.º \| Alexandre Delettre \| Delko \| + 17 s \| \| \| 4.º \| Odd Christian Eiking \| Intermarché-Wanty-Gobert Matériaux \| + 17 s \| \| \| 5.º \| Erik Nordsæter Resell \| Uno-X Pro Cycling Team \| + 19 s \| \| \| 6.º \| Warren Barguil \| Arkéa-Samsic \| + 19 s \| \| \| 7.º \| Axel Zingle \| Cofidis \| + 19 s \| \| \| 8.º \| Bryan Coquard \| B&B Hotels p/b KTM \| + 19 s \| \| \| 9.º \| Victor Lafay \| Cofidis \| + 19 s \| \| \| 10.º \| Petr Vakoč \| Alpecin-Fenix \| + 19 s \| \| |                       |                                    |                 |
| |                       |                                    |                 |
| Fuente: ProCyclingStats |                       |                                    |                 |
| Clasificación de la etapa |                       |                                    |                 |
| Ciclista | Ciclista              | Equipo                             | Tiempo          |
| 1.º | Philipp Walsleben     | Alpecin-Fenix                      | 3 h 41 min 40 s |
| 2.º | Niki Terpstra         | TotalEnergies                      | + 0 s           |
| 3.º | Alexandre Delettre    | Delko                              | + 17 s          |
| 4.º | Odd Christian Eiking  | Intermarché-Wanty-Gobert Matériaux | + 17 s          |
| 5.º | Erik Nordsæter Resell | Uno-X Pro Cycling Team             | + 19 s          |
| 6.º | Warren Barguil        | Arkéa-Samsic                       | + 19 s          |
| 7.º | Axel Zingle           | Cofidis                            | + 19 s          |
| 8.º | Bryan Coquard         | B&B Hotels p/b KTM                 | + 19 s          |
| 9.º | Victor Lafay          | Cofidis                            | + 19 s          |
| 10.º | Petr Vakoč            | Alpecin-Fenix                      | + 19 s          |

## Clasificaciones finales
- Las clasificaciones finalizaron de la siguiente forma:[4]

### Clasificación general
| \| Clasificación general \| Clasificación general \| Clasificación general \| Clasificación general \| Clasificación general \| \| Ciclista \| Ciclista \| Equipo \| Tiempo \| \| \| --------------------- \| --------------------- \| ---------------------------------- \| --------------------- \| --------------------- \| \| 1.º \| Ben Hermans \| Israel Start-Up Nation \| 15 h 04 min 02 s \| \| \| 2.º \| Odd Christian Eiking \| Intermarché-Wanty-Gobert Matériaux \| + 2 s \| \| \| 3.º \| Victor Lafay \| Cofidis \| + 6 s \| \| \| 4.º \| Samuele Battistella \| Astana-Premier Tech \| + 20 s \| \| \| 5.º \| Kristian Aasvold \| Team Coop \| + 26 s \| \| \| 6.º \| Eduard Prades \| Delko \| + 29 s \| \| \| 7.º \| Andreas Leknessund \| Noruega \| + 29 s \| \| \| 8.º \| Warren Barguil \| Arkéa-Samsic \| + 32 s \| \| \| 9.º \| Jacob Eriksson \| Team Coop \| + 36 s \| \| \| 10.º \| Torstein Træen \| Uno-X Pro Cycling Team \| + 50 s \| \| |                      |                                    |                  |
| |                      |                                    |                  |
| Fuente: ProCyclingStats |                      |                                    |                  |
| Clasificación general |                      |                                    |                  |
| Ciclista | Ciclista             | Equipo                             | Tiempo           |
| 1.º | Ben Hermans          | Israel Start-Up Nation             | 15 h 04 min 02 s |
| 2.º | Odd Christian Eiking | Intermarché-Wanty-Gobert Matériaux | + 2 s            |
| 3.º | Victor Lafay         | Cofidis                            | + 6 s            |
| 4.º | Samuele Battistella  | Astana-Premier Tech                | + 20 s           |
| 5.º | Kristian Aasvold     | Team Coop                          | + 26 s           |
| 6.º | Eduard Prades        | Delko                              | + 29 s           |
| 7.º | Andreas Leknessund   | Noruega                            | + 29 s           |
| 8.º | Warren Barguil       | Arkéa-Samsic                       | + 32 s           |
| 9.º | Jacob Eriksson       | Team Coop                          | + 36 s           |
| 10.º | Torstein Træen       | Uno-X Pro Cycling Team             | + 50 s           |

### Clasificación de la montaña
| Clasificación de la montaña | Clasificación de la montaña | Clasificación de la montaña | Clasificación de la montaña | Clasificación de la montaña |
| Ciclista                    | Ciclista                    | Equipo                      | Puntos                      |                             |
| --------------------------- | --------------------------- | --------------------------- | --------------------------- | --------------------------- |
| 1.º                         | Fredrik Dversnes            | Coop                        | 21 pts                      |                             |
| 2.º                         | Niki Terpstra               | TotalEnergies               | 9 pts                       |                             |
| 3.º                         | Gleb Brussenskiy            | Astana-Premier Tech         | 8 pts                       |                             |
| 4.º                         | Tore Andre Aase Vabø        | Team Coop                   | 8 pts                       |                             |
| 5.º                         | Thomas Champion             | Cofidis                     | 7 pts                       |                             |

### Clasificación por puntos
| Clasificación por puntos | Clasificación por puntos | Clasificación por puntos           | Clasificación por puntos | Clasificación por puntos |
| Ciclista                 | Ciclista                 | Equipo                             | Puntos                   |                          |
| ------------------------ | ------------------------ | ---------------------------------- | ------------------------ | ------------------------ |
| 1.º                      | Alexander Kristoff       | Noruega                            | 24 pts                   |                          |
| 2.º                      | Martin Laas              | Bora-Hansgrohe                     | 22 pts                   |                          |
| 3.º                      | Odd Christian Eiking     | Intermarché-Wanty-Gobert Matériaux | 20 pts                   |                          |
| 4.º                      | Philipp Walsleben        | Alpecin-Fenix                      | 17 pts                   |                          |
| 5.º                      | Niki Terpstra            | TotalEnergies                      | 17 pts                   |                          |

### Clasificación de los jóvenes
| Clasificación del mejor joven | Clasificación del mejor joven | Clasificación del mejor joven | Clasificación del mejor joven | Clasificación del mejor joven |
| Ciclista                      | Ciclista                      | Equipo                        | Tiempo                        |                               |
| ----------------------------- | ----------------------------- | ----------------------------- | ----------------------------- | ----------------------------- |
| 1.º                           | Victor Lafay                  | Cofidis                       | 15 h 04 min 08 s              |                               |
| 2.º                           | Samuele Battistella           | Astana-Premier Tech           | + 14 s                        |                               |
| 3.º                           | Andreas Leknessund            | Noruega                       | + 23 s                        |                               |
| 4.º                           | Jacob Eriksson                | Team Coop                     | + 30 s                        |                               |
| 5.º                           | Stefan de Bod                 | Astana-Premier Tech           | + 55 s                        |                               |

### Clasificación por equipos
| Clasificación por equipos | Clasificación por equipos | Clasificación por equipos | Clasificación por equipos |
| Equipo                    | Equipo                    | Tiempo                    |                           |
| ------------------------- | ------------------------- | ------------------------- | ------------------------- |
| 1.º                       | Astana-Premier Tech       | 45 h 14 min 35 s          |                           |
| 2.º                       | Uno-X Pro Cycling Team    | + 38 s                    |                           |
| 3.º                       | Noruega                   | + 1 min 09 s              |                           |
| 4.º                       | Bingoal Pauwels Sauces WB | + 1 min 34 s              |                           |
| 5.º                       | Delko                     | + 1 min 47 s              |                           |

## Evolución de las clasificaciones
| Etapa                   | Vencedor                | Clasificación general | Clasificación de la montaña | Clasificación por puntos | Clasificación de los jóvenes | Clasificación por equipos |
| ----------------------- | ----------------------- | --------------------- | --------------------------- | ------------------------ | ---------------------------- | ------------------------- |
| 1.ª                     | Markus Hoelgaard        | Markus Hoelgaard      | Gleb Brussenskiy            | Markus Hoelgaard         | Samuele Battistella          | Noruega                   |
| 2.ª                     | Martin Laas             | Alexander Kristoff    | Fredrik Dversnes            | Alexander Kristoff       | Samuele Battistella          | Noruega                   |
| 3.ª                     | Ben Hermans             | Ben Hermans           | Fredrik Dversnes            | Alexander Kristoff       | Victor Lafay                 | Astana-Premier Tech       |
| 4.ª                     | Philipp Walsleben       | Ben Hermans           | Fredrik Dversnes            | Alexander Kristoff       | Victor Lafay                 | Astana-Premier Tech       |
| Clasificaciones finales | Clasificaciones finales | Ben Hermans           | Fredrik Dversnes            | Alexander Kristoff       | Victor Lafay                 | Astana-Premier Tech       |

## Ciclistas participantes y posiciones finales
Convenciones:
- AB-N: Abandono en la etapa "N"
- FLT-N: Retiro por arribo fuera del límite de tiempo en la etapa "N"
- NTS-N: No tomó la salida para la etapa "N"
- DES-N: Descalificado o expulsado en la etapa "N"

## UCI World Ranking
La Arctic Race de Noruega otorgó puntos para el UCI World Ranking para corredores de los equipos en las categorías UCI WorldTeam, UCI ProTeam y Continental. Las siguientes tablas son el baremo de puntuación y los 10 corredores que obtuvieron más puntos:
| Posición              | 1.º | 2.º | 3.º | 4.º | 5.º | 6.º | 7.º | 8.º | 9.º | 10.º | 11.º | 12.º | 13.º | 14.º | 15.º | 16.º-30.º | 31.º-40.º |
| Clasificación general | 200 | 150 | 125 | 100 | 85  | 70  | 60  | 50  | 40  | 35   | 30   | 25   | 20   | 15   | 10   | 5         | 3         |
| Por etapa             | 20  | 10  | 5   |     |     |     |     |     |     |      |      |      |      |      |      |           |           |
| Líder                 | 5   |     |     |     |     |     |     |     |     |      |      |      |      |      |      |           |           |

| Clasificación |                      |                                    |         |       |       |       |
| Posición      | Ciclista             | Equipo                             | General | Etapa | Líder | Total |
| ------------- | -------------------- | ---------------------------------- | ------- | ----- | ----- | ----- |
| 1.º           | Ben Hermans          | Israel Start-Up Nation             | 200     | 20    | 5     | 225   |
| 2.º           | Odd Christian Eiking | Intermarché-Wanty-Gobert Matériaux | 150     | 10    | -     | 160   |
| 3.º           | Victor Lafay         | Cofidis, Solutions Crédits         | 125     | 5     | -     | 130   |
| 4.º           | Samuele Battistella  | Astana-Premier Tech                | 100     | -     | -     | 100   |
| 5.º           | Kristian Aasvold     | Coop                               | 85      | -     | -     | 85    |
| 6.º           | Eduard Prades        | Delko                              | 70      | -     | -     | 70    |
| 7.º           | Andreas Leknessund   | Selección de Noruega               | 60      | -     | -     | 60    |
| 8.º           | Warren Barguil       | Arkéa Samsic                       | 50      | -     | -     | 50    |
| 9.º           | Markus Hoelgaard     | Uno-X                              | 25      | 20    | 5     | 50    |
| 10.º          | Jacob Eriksson       | Coop                               | 40      | -     | -     | 40    |